# Tisanić Jarek
Tisanić Jarek – wieś w Chorwacji, w żupanii krapińsko-zagorskiej, w mieście Zabok. W 2011 roku liczyła 345 mieszkańców.